# (32841) 1992 EO9
1992 EO9 (asteroide 32841) é um asteroide da cintura principal. Possui uma excentricidade de 0.12792380 e uma inclinação de 1.36782º.
Este asteroide foi descoberto no dia 2 de março de 1992 por UESAC em La Silla.